# Georgetown (Quitman County, Georgia)
Georgetown is een plaats (city) in de Amerikaanse staat Georgia, en valt bestuurlijk gezien onder Quitman County.

## Demografie
Bij de volkstelling in 2000 werd het aantal inwoners vastgesteld op 973.
In 2006 is het aantal inwoners door het United States Census Bureau geschat op 920, een daling van 53 (-5.4%).

## Geografie
Volgens het United States Census Bureau beslaat de plaats een oppervlakte van
10,2 km², waarvan 7,1 km² land en 3,1 km² water.

## Plaatsen in de nabije omgeving
De onderstaande figuur toont nabijgelegen plaatsen in een straal van 36 km rond Georgetown.

## Geboren
- The Castellows